# Muzeum dopravy (Bratislava)

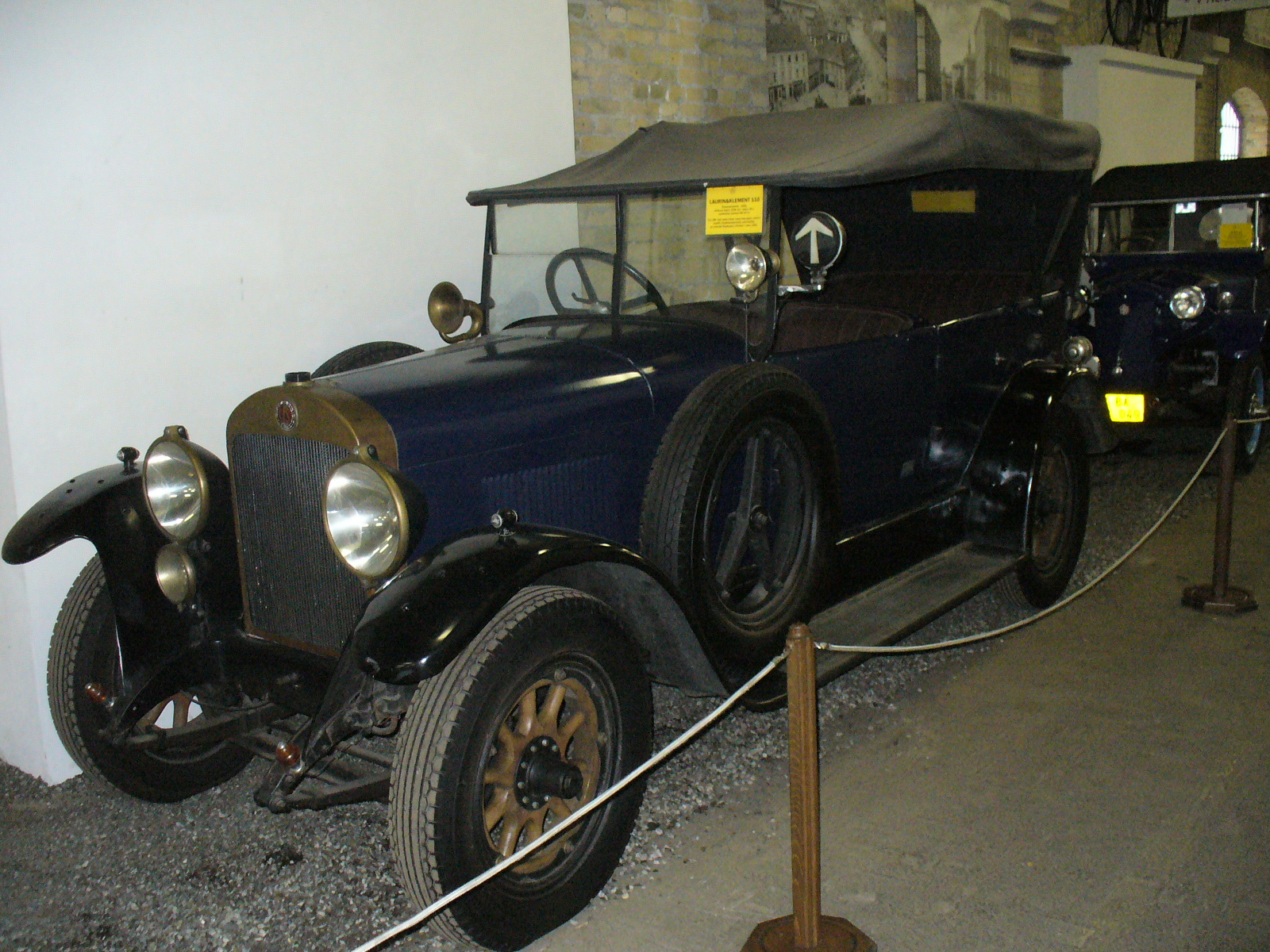
Laurin a Klement – Škoda 110

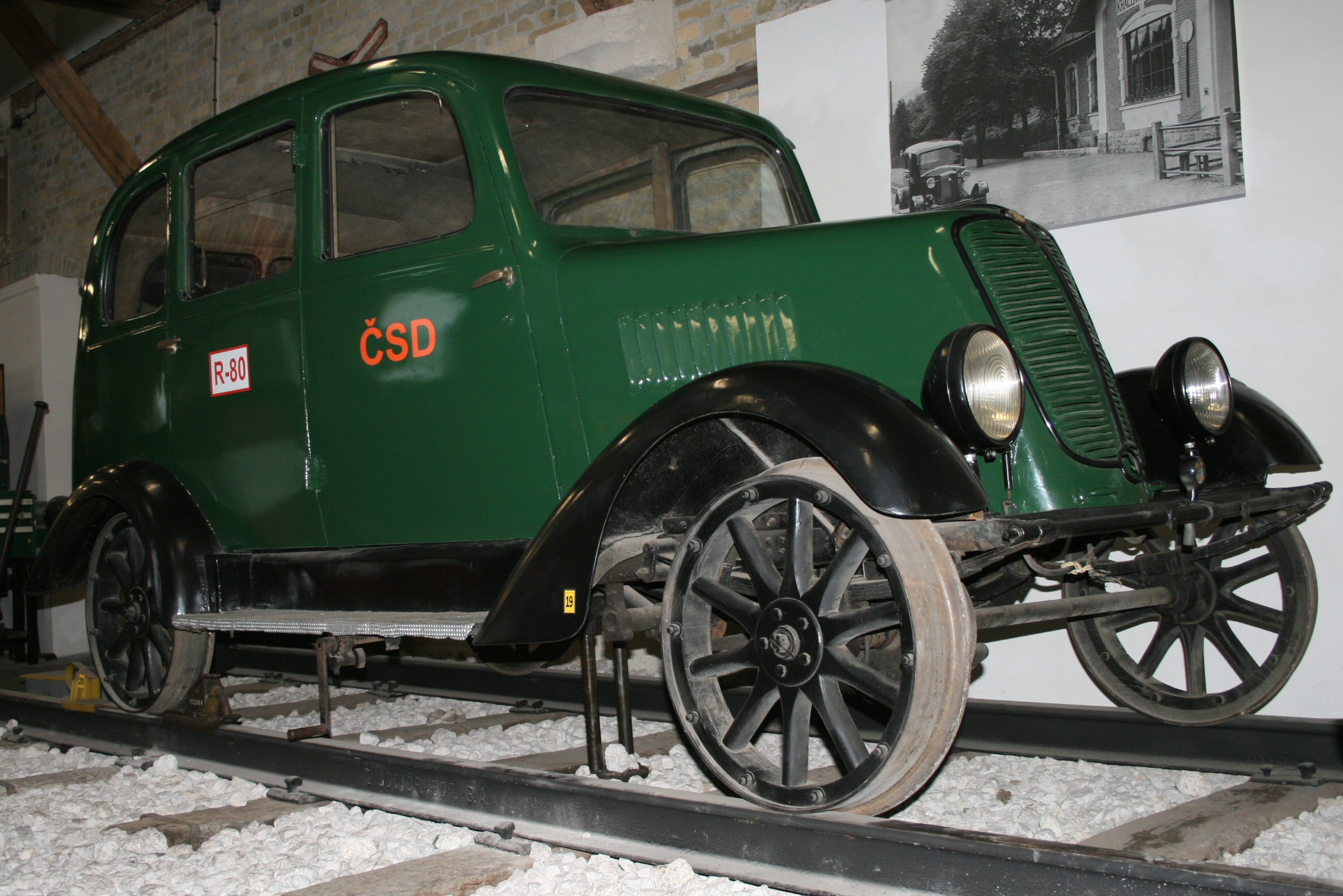
Drezína Tatra 15-52 (1937)

Muzeum dopravy v Bratislavě je pobočkou Slovenského technického muzea. Muzeum je komplexním muzeem dopravy se stálou expozicí dopravních prostředků silniční a železniční dopravy. Areál muzea lemuje západní stranu Náměstí Franze Lista, přímo před vchodem do nádraží Bratislava hlavná stanica. Muzeum sídlí v prostorách kolejiště a dvou přilehlých skladů první bratislavské stanice parní železnice z Vídně, postavené roku 1848. V samotné hlavní budově stanice sídlí Generální ředitelství železniční policie. Areál muzea spolu s budovou GŘ ŽP je národní kulturní památka a v registru ÚZPF je pod č. 599/1-4.

## Historie vzniku muzea
V roce 1972 založil MUDr. Michal Ondrejčák spolu s přáteli první slovenský klub sběratelů historických automobilů a motocyklů, známý jako Veterán klub Bratislava. Tomu již v šedesátých letech 20. století předcházelo formování prvních skupin sběratelů a ochránců dopravních technických památek na Slovensku. V roce 1973 vznikl v Bratislavě Kroužek přátel železnic.
V roce 1979 získalo seskupení Veterán klub Bratislava a Kroužek přátel železnic, pod odborným vedením Doc. Ing. Ladislava Križana, CSc. první historickou parní lokomotivu. Ta je od roku 1981 součástí slovenské kolekce provozuschopných historických železničních vozidel. Od roku 1983 sbírku i s komplexní dokumentací dějin Slovenských železnic spravuje muzejně-dokumentační centrum, působící v rámci Železnic SR.
V roce 1998 došlo k uzavření dohody mezi ŽSR a Veterán klubem Bratislava o společném postupu při zřízení Muzea dopravy v roce 150. výročí železnic na Slovensku.
24. června 1999 bylo veřejnosti slavnostně zpřístupněno první slovenské muzeum dopravy, přičemž prostory a železniční exponáty poskytly Železnice SR, exponáty silniční dopravy zajistil Veterán klub Bratislava a provoz expozice zajistilo Slovenské technické muzeum prostřednictvím jeho nové organizační složky. Sponzorsky se na tom podílela firma PPA-Control, a.s.

## Areál muzea
Muzeum se nachází v prostorách kolejiště a dvou přilehlých skladů z druhé poloviny 19. století podél kolejiště, na kterém se nacházejí lokomotivy, vozy, parní jeřáb a pluh, a další exponáty železniční expozice.
Ve skladu č. I (Hala A), nacházejícím se za výpravní budovou, kde sídlí GR ŽP, jsou umístěny železniční exponáty prezentující vývoj zabezpečovací, signalizační a sdělovací techniky, jakož i jiných artefaktů kolejové dopravy, např. vývoj upevnění kolejových svršků. V dalším oddělení jsou exponáty silniční dopravy od dvou historických kol s velkými předními koly (tzv. „kostitřasy“), po motocykly a automobily rané éry automobilismu z let 1900 až 1939.
Ve skladu č. II (Hala B), nacházejícím se za skladem č. I, je umístěno dioráma ruin města, vládní automobily z dob Sovětského svazu a vozidla prezentující československý automotorismus po druhé světové válce. Atmosféru dotváří dioráma STK s vybavením ze šedesátých let.
Budovy skladů jsou unikátní a dokreslují duch železniční dopravy, jelikož jsou v průmyslovém tzv. železničním slohu, s typickým cihlovým provedením, s kamennými prvky a s pilíři nesoucími střechu. Sklad č. I je dlouhý 150 metrů a široký 15 metrů. Sklad č. II je obdobná stavba, je delší a širší.

## Expozice muzea
- Vývoj zabezpečovací železniční techniky
- Zlatý věk dopravy na silnicích i kolejích
- Vývoj železniční techniky na Slovensku
- Milníky slovenského motorismu v II. polovině 20. století

Vize muzea do budoucnosti
- Muzeum lodní dopravy

Základem expozice by měl být remorkér Šturec (dříve Štur)

## Pobočka STM Košice
Muzeum je ve správě Slovenského technického muzea.
- Muzeum dopravy, Šancová 1 / A, 82101 Bratislava

### Obdobné stránky
- Slovenské technické muzeum
- Muzeum letectví Košice
- Bratislava hlavní nádraží